# Île Luigi
L'île Luigi (en russe : Остров Луиджи; Ostrov Luidzhi) est une île de la terre François-Joseph.

## Géographie
Située dans la partie sud de la Terre de Zichy, au nord-est de l'île Salisbury et au sud-est de l'île Champ, elle est entièrement recouverte par une calotte glaciaire à l'exception de son cap nord, nommé cap Petigaks. En forme de pointe, d'une superficie de 371 km², son point culminant mesure 442 m d'altitude. Elle est bordée à l'ouest par le large canal Markham (Пролив маркама; Proliv Markama), nommé en l'honneur de l'explorateur polaire Albert Hastings Markham. 

## Histoire
Elle porte le prénom du duc des Abruzzes. 